# 靳歙
靳歙（？—前183年），汉朝开国功臣，封信武侯。

## 生平
靳歙，以中涓的身份追随劉邦，從宛朐開始。攻濟陽。破李由軍。擊秦軍亳南、開封東北，斬騎千人將一人，首五十七級，捕虜七十三人，賜爵封號臨平君。又戰藍田北，斬車司馬二人，騎長一人，首二十八級，捕虜五十七人。
至霸上。入關滅秦后，项羽分封诸侯，劉邦封為漢王。劉邦賜靳歙爵建武侯，遷為騎都尉。
從汉王刘邦定三秦。别西擊章平軍於隴西，破之，平定隴西六縣，所將卒斬車司馬、候各四人，騎長十二人。從東擊楚，至彭城。漢軍敗還，退保雍丘，去擊反者王武等。略梁地，别將擊邢說軍菑南，破之，親自俘獲邢說軍的都尉二人，司馬、候十二人，降吏卒四千一百八十人。破楚軍荥陽東。三年，賜食邑四千二百户。
别之河内，擊趙將賁郝軍朝歌，破之，所將卒得騎將二人，車馬二百五十匹。從漢王攻安陽以東，至棘蒲，下七縣。别攻破趙軍，得其將司馬二人，候四人，降吏卒二千四百人。從漢王攻下邯郸。别下平陽，親自斬守相，所將卒斬兵守、郡守各一人，降伏鄴。從漢王攻朝歌、邯郸，及别擊破趙軍，降邯郸郡六縣。還軍敖仓，破項羽軍成皋南，擊絕楚饟道，起荥陽至襄邑。破項冠軍鲁縣下。略地東至缯、郯、下邳，南至蕲、竹邑。擊項悍濟陽下。還擊項羽陳下，破之。别平定江陵，降江陵柱國、大司馬以下八人，親自俘獲江陵王，生致之雒陽，因定南郡。從至陳，取楚王韓信。剖符世世勿絕，定食四千六百户，號信武侯。
以騎都尉從擊代，攻韩王信平城下，還軍東垣。有功，遷為車騎將軍，并將梁、趙、齊、燕、楚車騎，别擊陳豨丞相敞，破之，因降曲逆。從擊黥布有功，益封定食邑五千三百户。共斬首九十級，虜百三十二人；别破軍十四，降城五十九，定郡、國各一，縣二十三；得王、柱國各一人，二千石以下至五百石三十九人。
高后五年，靳歙卒，謚為肃侯。

## 家庭
子靳亭代侯。二十一年，坐事國人過律，孝文後三年，夺侯，國除。

## 延伸阅读
[在维基数据编辑]
 《史記/卷098》，出自司馬遷《史記》
 《漢書·卷041》，出自班固《漢書》